# Nössemarks distrikt
Nössemarks distrikt är ett distrikt i Dals-Eds kommun och Västra Götalands län. 
Distriktet ligger norr om Dals-Ed. 

## Tidigare administrativ tillhörighet
Distriktet inrättades 2016 och utgörs av socknen Nössemark i Dals-Eds kommun
Området motsvarar den omfattning Nössemarks församling hade vid årsskiftet 1999/2000.